# Печиво

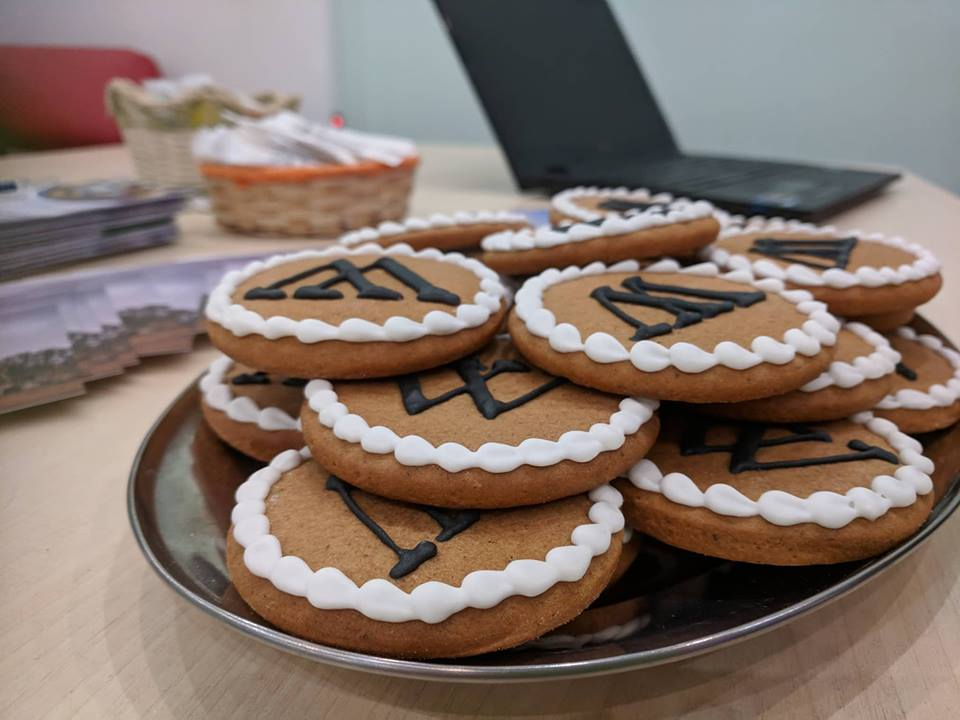
Печиво для учасників Вікімарафону (Київ, 26 січня 2019 року)

Пе́чиво, розм. пече́ння (діал. кісте́чка) — кондитерські вироби з борошна.
До тіста печива часто додають різні спеції та горіхи, сухофрукти чи цукрові вироби. Часто печиво покривають шоколадом, або виготовляють начинку та розміщують її всередині печива.
В Україні печиво виготовляли ще здавна. Є багато старих рецептів приготування печива. Одним із найпоширеніших видів печива були медяники, що готувалися з меду та пшеничного чи житнього тіста.
Багато рецептів потрапили до нас від сусідів, як-от, скажімо, мазурки, яблучний штрудель та ін.
Асортимент печива досить різноманітний.

## Види
Залежно від способу приготування, рецептури, зовнішнього вигляду, структури смакових особливостей розрізняють печиво
- Цукрове. Формування цукрового тіста проводиться в основному ротаційними машинами. Вони складаються з рифленого барабана і ротора, на поверхні якого є вигравірувані поглиблення з обрисами, що відповідають контуру виробів. Залежно від положення ножа і відстані між рифленим барабаном і ротором може виникати неправильна форма виробів або задирки на них. Печиво має характерний візерунок на поверхні.
- Затяжне. Формування затяжного тіста здійснюють переважно на штамп машині. Внаслідок цього отримують заготовки відповідної форми й з проколами, які забезпечують вільний вихід парів води в процесі випікання і тим самим попереджують роздування окремих ділянок.
- Здобне. (наприклад, Здобне печиво «Дніпро»).

Більшість видів печива має приємний солодкий смак і характерний аромат, добру засвоюваність, а тому потрібно регулювати споживання виробів, особливо особам, що схильні до повноти й віддавати перевагу печиву з низьким вмістом цукру та жиру.

## Склад
До складу печива входить значна частка крохмалю та інших сахаридів, г/100 г: від 37 (здобне) до 57 (затяжне); моно- і дисахариди — від 18 (затяжне) до 31 (здобне мигдалеве). Масова частка білків становить 7- 10 г/100 г, а жирів залежно від рецептури — від 5 до 35 г/100 г. Енергетична цінність 100 г печива досягає 414—486 ккал.
Завдяки високому вмісту вуглеводів, жирів і недостатній кількості білків значна частина зразків печива не відповідає вимогам нутриціології щодо співвідношення основних поживних речовин. Наприклад, у багатьох виробах на одну частину білка приходиться до 12 частин вуглеводів.
З метою поліпшення збалансованості складу печива запропонований склад виробничої суміші, що включає квасолеве борошно і курячі яйця. Суміш містить борошно зернових культур (25- 30 %), цукор (15-25 %), маргарин (15-16 %), харчову соду (0,33-0,36 %), вуглекислий амоній (0,35-0,36 %), сіль (0,4- 0,5), квасолеве борошно (15-20 %), яйця (3-4 %). Квасолю екструдують, а потім подрібнюють до дисперсності борошна.
Для приготування печива використовують рецептурну добавку, яка містить горохове борошно, отримане з екструдованих зерен гороху і молока сухого у співвідношенні 1 : (1 — 2). Крім того, печиво містить начинку — 17 % на основі підварки. У рецептурі печива включено близько 12 % цукру і 17 % маргарину.

### Сировина для печива
За останні роки запропоновано нові види сировини для печива. Наприклад, функціональну направленість виробам може забезпечити включення до складу борошняних композитних сумішей продуктів екструдування: гречки, рису, соєвого борошна, порошкоподібних напівфабрикатів (патока і порошки абрикосові, журавлинні або чорноплідної горобини), порошки лікарської сировини (цикорій, шипшина, кропива).
На основі борошна різних видів, з використання багатокомпонентних порошкоподібних напівфабрикатів і продуктів екстудування круп створені борошняні композитні суміші для печива лікувально-профілактичного і дієтичного призначення. Вироби характеризуються високим вмістом заліза. Для виробів лікувально-профілактичного, дієтичного і дитячого харчування розроблені сушені ІЧ-методом горобина і морква з максимальним збереженням вітамінної активності.
Для окремих виробів пропонують сироватку, яку отримують під час переробітку соєвих бобів. Вона містить значну кількість білка, ізофлавонів та олігоцукридів. Гідролізати, отримані за атмосферного тиску, мають вищу антиокислювальну активність, ніж білки сироватки.
Гідролізоване бурякове пюре з використанням Р-фрукто-фуранозидази пропонують як поліфункціональну добавку, що збагачує печиво фруктозою, глюкозою, пектиновими та мінеральними речовинами.
Розроблено печиво з додаванням порошку із розторопші (5 %) і карательки (3-5 %). Більш висока концентрація цих добавок погіршує зовнішній вигляд і смакові властивості печива з розторопшею або змінює консистенцію печива з карателькою.

## Приготування
Приготування печива складається з таких технологічних операцій: підготовка сировини, замішування тіста, його прокатування, формування, випікання, охолодження.
На споживні властивості печива суттєво впливає якість борошна. Використання борошна з підвищеною активністю протеолітичних ферментів або препаратів дозволяє збільшити об'єм печива під час випікання.
Тістові заготовки випікають в умовах, що забезпечують підвищення температури внутрішніх шарів тіста до 106—108 °C. Під час нагрівання тіста білки борошна денатурують і коагулюють. Водночас виділяється частина води, яка бере участь у набряканні крохмалю і його частковій клейстеризації. Знезводнені і коагульовані білки клейковини та частково клейстеризований крохмаль утворюють пористий скелет, на поверхні якого у вигляді тонких плівок адсорбується жир. Внаслідок розкладу хімічних розпушувачів збільшується об'єм тістових заготовок, що інтенсифікується з підвищенням температури, у тому числі за рахунок пароутворення. Має також місце карамелізація, мела-ноїдиноутворення, зменшення кількості альбуміну, глобуліну і гліадину.
Під час цукроамінних реакцій зв'язується до 30 % загальної кількості білків Частина з них перетворюється в меланоїдини, починаючи з теплового обробітку і завершуючи зберіганням. Гн-тенсивність меланоїдиноутворення знижується у кислому середовищі за умов достатнього вмісту органічних кислот, фенольних сполук і у випадку скороченого теплового обробітку. Вважають, що меланоїдиутворення знижує харчову цінність. Разом з тим ці сполуки беруть участь у формуванні специфічного аромату й смаку, характерного для готових виробів. Під час цих реакцій утворюються оксиметифурфурол, який деякі зарубіжні вчені вважають мутагеном. Ними встановлено, що накопичення окси-метилфурфуролу під час випікання печива проходить експоненціально з енергією активації 10,6 кДж моль−1, тоді як активність води знижується до рівня 0,40 і нижче. У промислових пробах печива виявлено 0,5-74,6 мг/кг−1 оксиметилфурфуролу.
Після випікання вироби охолоджують, щоб запобігти їхньому деформуванню. Дуже низька температура охолоджуючого повітря може сприяти розтріскування виробів. Деякі види печива оздоблюють або випускають з прошарком пінної начинки.

## Дефекти
Найбільш поширенні дефекти печива: смак і запах прогірклого жиру різної інтенсивності, консистенція пом'якшена, підвищена розсипчастість здобного печива, обмежена і товстостінна пористість цукрового печива, деформація виробів, розпливчаста форма печива, відсутність тонкостінної шаруватості та відповідно хрумкості у затяжного печива.

## Зберігання
Зберігати печиво треба за температури (18±3)°C і відносної вологості повітря не вище 75 %. У цих умовах передбачені такі терміни придатності до споживання печива з дня виготовлення: печиво цукрове і затяжне — 3 місяці, печиво з майонезом — 1,5 місяця, печиво цукрове і затяжне, упаковані в полімерну плівку, — 6 місяців, печиво здобне з вмістом жиру: до 10 % — 2 місяці, понад 20 %. Термін придатності до споживання суміші або набору здобного печива встановлюють за печивом з найвищою часткою жиру. У важкодоступних районах строк придатності до споживання печива цукрового і затяжного передбачений 6 місяців.
Під час зберігання печиво сорбує вологу, зволожується, внаслідок чого погіршується його консистенція, смак і запах. За вологості понад 13 % печива пліснявіє. Жир печива внаслідок зберігання окислюється з утворенням первинних і вторинних продуктів окислення, які погіршують харчову цінність виробів.
Використання низьких температур, герметичних упаковок і внесення антиоксидантів дозволяє довести строк зберігання печива цукрового і затяжного до 9 — 12 місяців.

## Галерея

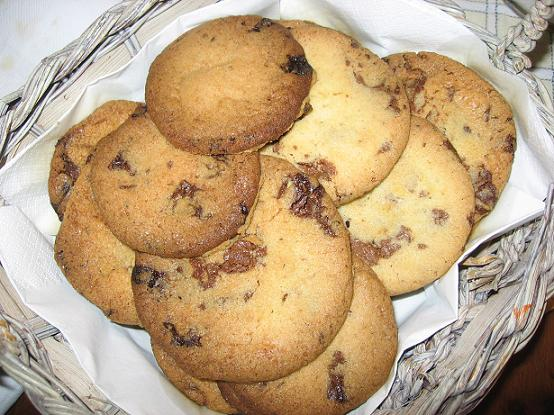
Вівсяне печиво з родзинками
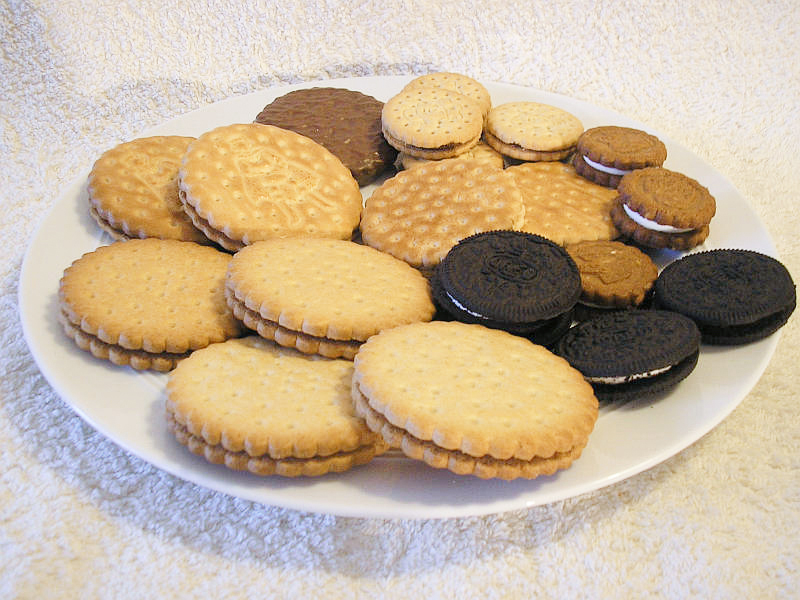
Печиво із начинкою всередині
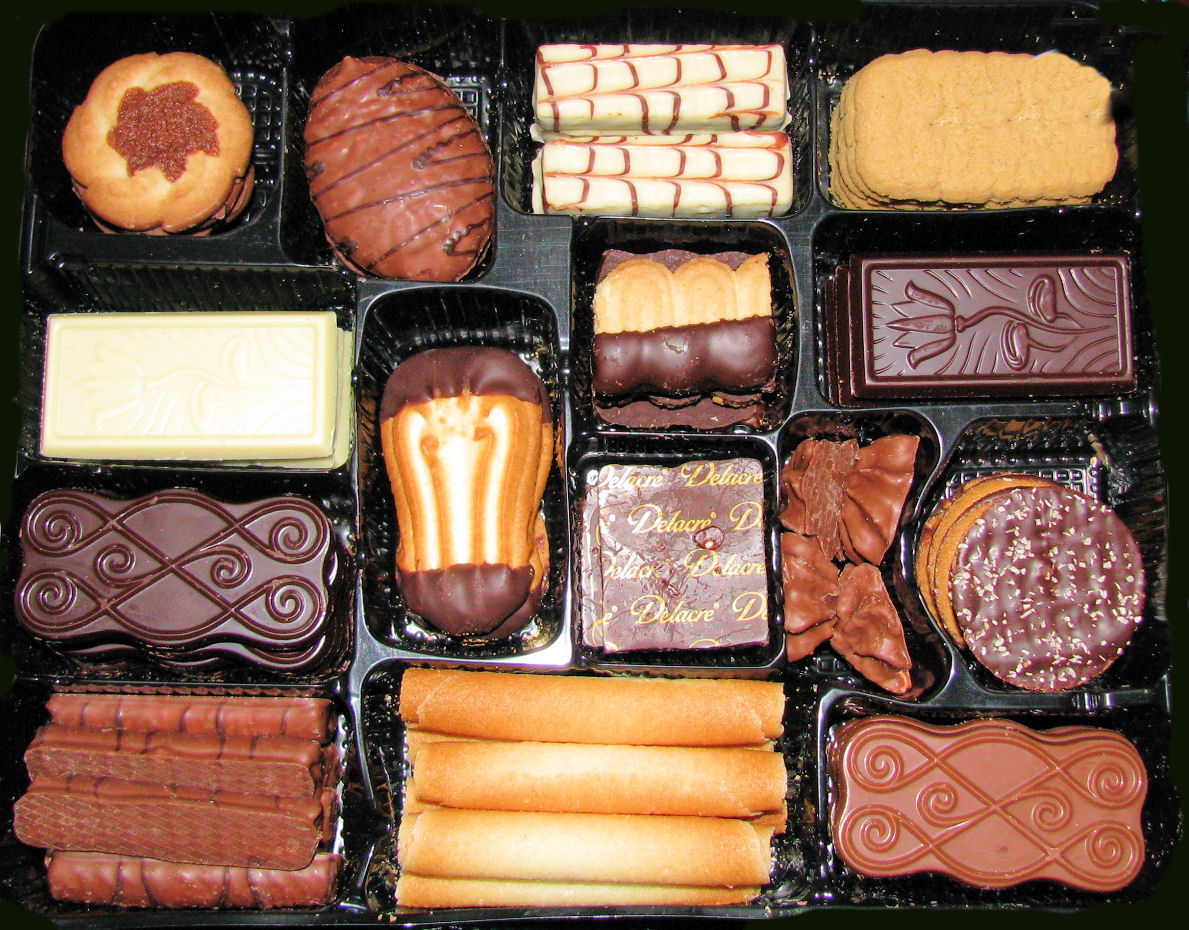
Печиво із вмістом шоколаду
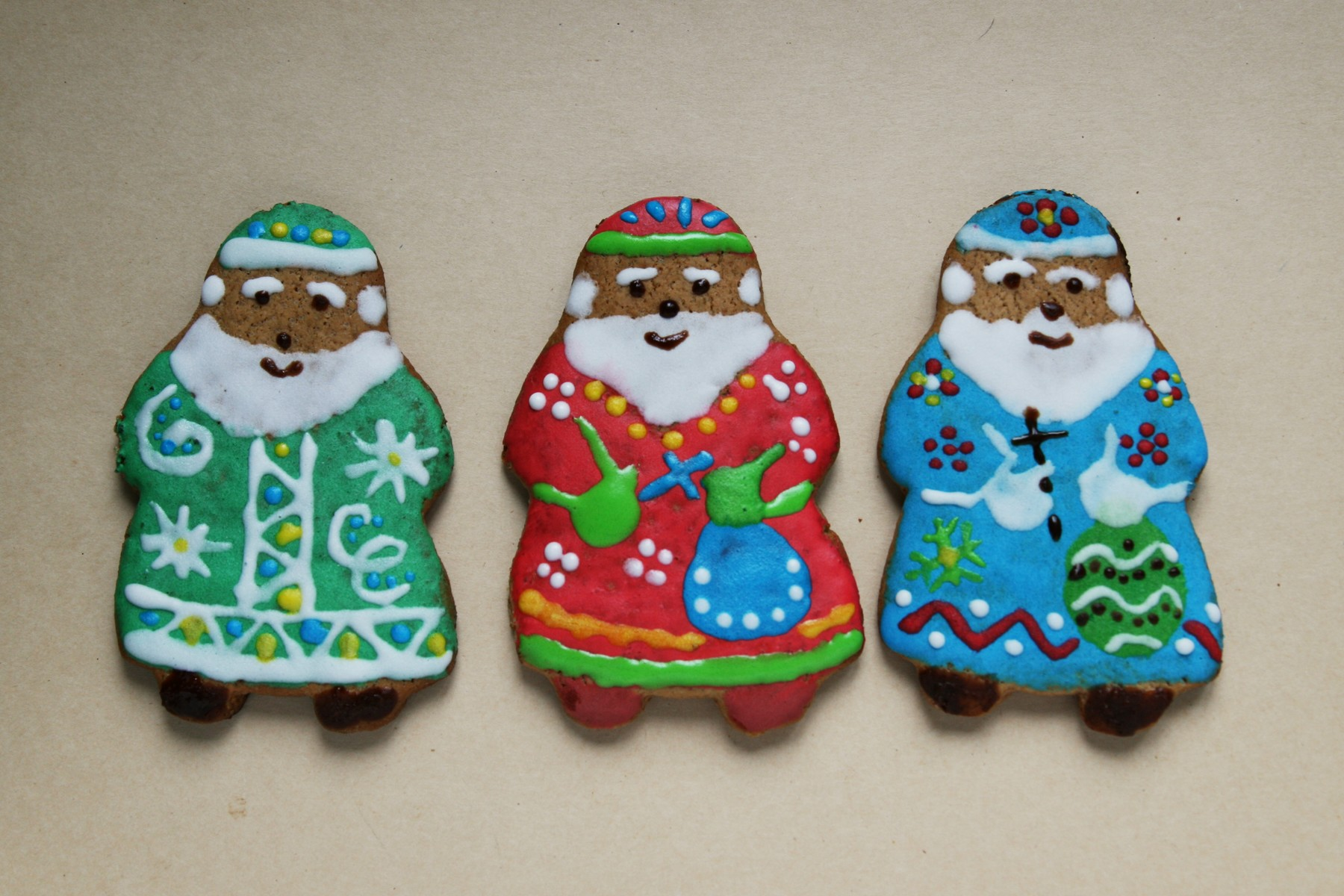
Миколайчики — печиво до Дня Святого Миколая